# Nederlandse waterverdedigingslinie
De Nederlandse waterverdedigingslinie is een Nederlands werelderfgoed dat bestaat uit twee grote componenten: de Stelling van Amsterdam, ingeschreven op de Werelderfgoedlijst in 1996, en de Nieuwe Hollandse Waterlinie, ingeschreven op de lijst in 2021. Door die laatste uitbreiding is de naam van het werelderfgoed ook gewijzigd naar de overkoepelende naam "Nederlandse waterverdedigingslinie".
De Nederlandse waterverdedigingslinie strekt zich uit van Amsterdam en het IJsselmeer tot aan de Biesbosch bij Werkendam. Zij omvat de forten rondom Amsterdam, die deel uitmaken van de Stelling van Amsterdam, en de forten en verdedigingswerken van de Nieuwe Hollandse Waterlinie. De uitbreiding van 2021 voegde de Nieuwe Hollandse Waterlinie toe als voorbeeld van een uniek militair verdedigingssysteem dat zich uitstrekt over een lengte van 85 km en gebaseerd is op het onder water zetten van velden, hydraulische installaties en een reeks verdedigingswerken en militaire forten.